# 沙帕哈爾烏帕齊拉
沙帕哈爾乌帕齐拉是孟加拉国瑙岡縣的一个乌帕齐拉，位於拉傑沙希专区的瑙岡縣。。

## 人口
據1991年孟加拉國人口普查，沙帕哈爾共有戶數19,770戶，人口161791人。其中男性佔比50.68%，女性佔比49.32%；成年人口80044人。該地7歲以上人口之平均識字率為23.1%，低於全國平均值（32.4%）。